# Mordellistena fuscosuturalis
Mordellistena fuscosuturalis is een keversoort uit de familie spartelkevers (Mordellidae). De wetenschappelijke naam van de soort is voor het eerst geldig gepubliceerd in 1961 door Nakane.